# Contea di Forsyth (Carolina del Nord)
La contea di Forsyth, in inglese Forsyth County, è una contea dello Stato della Carolina del Nord, negli Stati Uniti. La popolazione al censimento del 2000 era di 306 067 abitanti. Il capoluogo di contea è Winston-Salem.

## Storia
La contea di Forsyth fu costituita nel 1849.